# Pieces in a Puzzle
Pieces in a Puzzle - debiutancki solowy album Veroniki Mortensen wydany w 2003 roku w Danii, w Polsce w 2004 r. Numer katalogowy - SU90542.

## Lista utworów
1. Garden Of My Past 3:49
2. Julie 3:57
3. Flavour Of The Season 4:06
4. I Am Here For You 4:42
5. If 3:18
6. It Doesn't Matter Who's To Blame 4:28
7. Mondays 3:59
8. You're On Your Own (Featuring Niels Hp) 3:33
9. Miles And Miles Apart 4:03
10. Running Out Of Time 4:17
11. I Am Here For You (Instrumental) 2:00

## Instrumentaliści
- Veronica Mortensen - wokal
- Niels HP - wokal, perkusja
- Jens Jefsen - double-bass
- Mads Barentzen - fortepian
- Jesper Bo Knudsen - cymbały
- Morten Eriksen - klawisze
- Thomas Fryland - trąbka
- Kuku Agami - rap

## Inni
- kompozycje - Veronica Mortensen
- słowa piosenek - Veronica Mortensen i Niels HP (ale: "Miles & Miles Apart" - wyłącznie Mortensen; "Garden of My Past" - Kuku Agami)
- produkcja muzyczna i aranżacje - Morten Eriksen, V.Mortensen
- miks - Morten Eriksen
- mastering - Tom Andersen (Feedback Recording)
- foto - Nicola Fasano, Lisbeth Damgaard
- projekt graficzny - Malene Garp